# Susy Kent
Eugenia Krasnoff más conocida como Susy Kent (Buenos Aires, Argentina, 1915 - Buenos Aires, 12 de junio de 1994) fue una actriz argentina de cine, radio y televisión.

## Carrera
Inició su carrera a los 17 años cuando se presentó en Radio Cultura por sus facultades al tocar el piano. Luego comenzó en los radioteatros y en los teleteatros actuando con Oscar Casco y Fernando Siro, entre otros.
En la década de 1960, ya conocida por su labor en la radio, participa asiduamente en televisión iniciándose en 1964 en Tu triste mentira de amor, de Alberto Migré, productor con quien realizó la mayor parte de su carrera. En 1974 realiza su primera intervención cinematográfica en Muñequitas de medianoche, de Patricia Gal, su carrera en el cine fue corta pues solo participó en cuatro films. En 1976 realiza su última intervención cinematográfica en Sola, de Raúl de la Torre. En 1984 realiza su última actuación en el ciclo televisivo "Tal como somos", de Francisco Guerrero y Víctor Stella.
Falleció el 12 de junio de 1994 en Buenos Aires víctima del cáncer. Su pareja sentimental (aunque no llegaron a casarse nunca) fue el actor y cantor Silvio Spaventa, a quien conoció a los 17 años, trabajando por un contrato de 3 meses que se extendió a 12 años. Vivieron un año sabático en Mar del Plata en una casona del Barrio de los Troncos. Al separarse de él, terminó también su vida artística en el ambiente radiofónico.

## Filmografía
- Sola (1976)
- El profesor erótico (1975)
- La Mary (1974)
- Muñequitas de medianoche (1974)

## Televisión
- Tal como somos (1984)
- Cara a cara (1983)
- Verónica: el rostro del amor (1982)
- Dios se lo pague (1981)
- Fabián 2 Mariana 0 (1980)
- Chau, amor mío (1979)
- Vos y yo, toda la vida (1978)
- Pablo en nuestra piel (1977)
- Para todos (1977)
- Los que estamos solos (1976)
- Una mujer (1975)
- Dos a quererse (1974)
- Mi hombre sin noche (1974)
- Pobre diabla (1973)
- Un extraño en nuestras vidas (1972)
- Nacido para odiarte (1971)
- El hombre que me negaron (1970)
- Inconquistable Viviana Hortiguera (1969)
- Adorable profesor Aldao (1968)
- La pulpera de Santa Lucía (1968)
- Mujeres en presidio (1967)
- Su comedia favorita (1965)
- Tu triste mentira de amor (1964)
- La hora de la mujer (1961)